# Pandora (Unternehmen)

Ehemaliges Logo, in Benutzung bis Oktober 2019

Pandora (in Eigenschreibweise: PANDORA) ist ein dänisches Unternehmen der Schmuckindustrie in der Rechtsform A/S. Das Unternehmen wurde 1982 durch den Goldschmied Per Enevoldsen und seine Frau Winnie in Kopenhagen gegründet.

## Unternehmensgeschichte
Von Beginn an reisten Per und Winnie Enevoldsen oft nach Thailand, um dort nach Schmuck für ihr eigenes Juweliergeschäft in Kopenhagen zu suchen. Nach einiger Zeit konzentrierten sie sich jedoch mehr auf den Großhandel mit importiertem Schmuck aus Thailand. Im Jahr 1987 wurde das recht erfolgreiche Großhandelsgeschäft beendet und man stellte erste eigene Schmuckgestalter ein, deren Entwürfe ab 1989 in Thailand gefertigt wurden. In den 2000er Jahren begann die internationale Ausweitung des Vertriebs. Pandora-Produkte werden heute in über 100 Ländern vertrieben. Im Jahr 2018 waren von weltweit rund 24.030 Mitarbeitern alleine über 13.200 im unternehmenseigenen Werk in Thailand angestellt. Seit 2010 wird das Unternehmen an der Börse Kopenhagen gelistet.
Das Unternehmen betreibt ein vertikal integriertes Geschäftsmodell: von Design und Herstellung über globales Marketing bis hin zum Direktvertrieb in den meisten Märkten.
Im Mai 2021 gab das Unternehmen bekannt, dass es nur noch Diamanten verwenden wird, die im Labor hergestellt wurden. Das Unternehmen wird seine erste Kollektion mit Kunst-Steinen in Großbritannien herausbringen und sich 2022 anderen Märkten zuwenden. Bis 2025 soll die gesamte Produktion nur noch aus recycelten Edelmetallen bestehen. Die künstlichen Diamanten von Pandora werden zu durchschnittlich 60 Prozent aus erneuerbaren Energien gewonnen, ein Anteil, der ab 2022 auf 100 Prozent steigen soll. Pandora verwendet relativ wenige Diamanten in seiner Produktion: 50.000 Diamanten aus dem Bergbau wurden bei insgesamt etwa 85 Millionen Schmuckstücken verwendet. Zudem wird auf frisch gefördertes Gold und Silber in den Schmuckstücken verzichtet.

## Produkte
Herzstück von Pandora ist ein Charm-Armband, das im Jahr 2000 auf den Markt kam. Charms sind Elemente von Anhängern, Armbändern, Halsketten, die als Mittelstück getragen oder zu Schmuckstücken kombiniert werden können. Das weltweit meistverkaufte Charm ist ein Herz aus Silber, mit über 3 Millionen Stück verkauften Exemplaren seit 2000. Die Kollektion von Pandora ist so gestaltet, dass der Schmuck beliebig kombiniert werden kann, um den persönlichen Stil auszudrücken. Dabei kann man aus über 1.000 Designvarianten von Charms, Armbändern, Ringen, Ohrringen, Halsketten und Anhängern wählen.